# Hoagascht
Hoagascht – dziewiąty album niemieckiego zespołu blackmetalowego Lunar Aurora, wydany 2 marca 2012 roku za pośrednictwem wytwórni Cold Dimensions. Jest to pierwszy album nagrany oraz wydany po pięcioletnim zawieszeniu działalności zespołu. Ukazał się w formatach CD, digipack oraz w limitowanej ilości na winylu. Album jest koncepcyjny, poświęcony tematyce miejsc, w których się dorasta i które zna się do tego stopnia, że przypisuje się im spersonalizowane, duchowe własności. Wszystkie teksty zostały napisane w dialekcie bawarskim, który popularny jest w miejscu zamieszkania muzyków. Utwór Im Gartn zawiera fragment niemieckiego tłumaczenia powieści Oscara Wilde’a pt. Duch z Canterville.

## Lista utworów
1. „Im Gartn” – 7:10
2. „Nachteule” – 7:04
3. „Sterna” – 6:40
4. „Beagliachda” – 5:51
5. „Håbergoaß” – 5:23
6. „Wedaleichtn” – 6:21
7. „Geisterwoid” – 6:15
8. „Reng” – 7:44

## Twórcy
- Aran – wokale, keyboard, gitara elektryczna, gitara basowa, programowanie
- Whyrhd – wokale